# 第57次長期滞在
第57次長期滞在（だい57じちょうきたいざい）は, 2018年10月4日のソユーズMS-08の出発で始まった57回目のISSでの長期滞在である。

## 来歴
ソユーズMS-09のクルー、アレクサンダー・ゲルスト、セリーナ・オナン＝チャンセラーおよびセルゲイ・プロコピエフは2018年6月からISSに搭乗しており、2018年10月にアレクセイ・オヴチニンおよびニック・ヘイグが合流する予定だった。後から合流予定だった2人は2018年10月11日にソユーズMS-10に搭乗していたが、打ち上げはブースターロケットの故障から飛行途中で中止となり、クルーは弾道降下後に安全に着陸した。
ソユーズMS-10の失敗と、その後の調査がISS乗組員のスケジュールに与える影響は、当初は明らかではなかった。第57次長期滞在のクルーは、約200日というソユーズ・カプセルの軌道上寿命から2018年12月中頃までにソユーズMS-09で出発するか、安全余裕を最小限にしても遅くとも2019年1月初旬までに出発する必要があった。NASAは、必要であれば地上からISSを制御することは可能ではあるが、ISSを無人にはしたくなかった。
2018年10月23日にジム・ブライデンスタインNASA長官は、ISSへのソユーズの飛行を2018年12月に再開するつもりであると発表した。ソユーズMS-11宇宙船は、2018年12月3日に、この年100回目の軌道への打ち上げとして打ち上げられ、オレグ・コノネンコ宇宙飛行士に指揮され、コノネンコと2人のフライトエンジニアであるアン・マクレーンとデイヴィッド・サン＝ジャックをISSへと運び、12月20日に第57次長期滞在の初期クルーが出発して、第58次長期滞在が始まるまで3人増しとなった。

## 乗組員
| 職務                  | 1期 (2018年10月4日 - 12月3日)                        | 2期 (2018年12月3日 - 12月20日)                       |
| --------------------- | ---------------------------------------------------- | ---------------------------------------------------- |
| 船長                  | アレクサンダー・ゲルスト、ESA 2回目の宇宙飛行        | アレクサンダー・ゲルスト、ESA 2回目の宇宙飛行        |
| 第1フライトエンジニア | セリーナ・オナン＝チャンセラー、NASA 1回目の宇宙飛行 | セリーナ・オナン＝チャンセラー、NASA 1回目の宇宙飛行 |
| 第2フライトエンジニア | セルゲイ・プロコピエフ、RSA 1回目の宇宙飛行          | セルゲイ・プロコピエフ、RSA 1回目の宇宙飛行          |
| 第3フライトエンジニア |                                                      | オレグ・コノネンコ、RSA 4回目の宇宙飛行              |
| 第4フライトエンジニア |                                                      | アン・マクレイン、NASA 1回目の宇宙飛行               |
| 第5フライトエンジニア |                                                      | デイヴィッド・サン＝ジャック、CSA 1回目の宇宙飛行    |

当初、NASAの宇宙飛行士ジャネット・エップスが宇宙ステーション乗組員として初めてのアフリカ系アメリア人でありおよび宇宙飛行する15人目のアフリカ系アメリカ人として第56および第57次長期滞在のフライトエンジニアとしてアサインされていたが、2018年1月16日にNASAはエップスが予備クルーのセリーナ・オナン＝チャンセラーと後退したことを発表した。1月20日にエップスの兄弟のヘンリーはFacebookに「私の姉妹のジャネット・エップス博士はNASAの抑圧的な人種差別と女性差別と戦ってきたが、彼らは彼女を抑えて白人の宇宙飛行士にその座を奪わせようとしている！」という声明を投稿した（現在は削除済み）。ジャネット・エップスは兄弟の投稿や、ミッションから外された理由についてはコメントできないとしながらも、飛行を妨げる医学的な問題や家族の問題はなく、訓練は順調に進んでいると述べている。ワシントン・ポスト紙は「NASAが直前にクルーを変更することは珍しくない」と述べている。
ニコライ・チーホノフ飛行士は、ソユーズMS-10で初の宇宙飛行を行う予定だったが、ロシアの多目的実験モジュール（ナウカ）の打ち上げが遅延したことによりクルーから外された。これはチーホノフにとって、このような理由でISSクルーから外された2回目の出来事だった。

## 宇宙遊泳
| EVA #                 | 宇宙遊泳者 | 開始（UTC）    | 終了（UTC） | 期間      |  |
|                       | |                |             |           |  |
| 第57次長期滞在 EVA 1* | オレグ・コノネンコ セルゲイ・プロコピエフ 15:59 | 2018年12月11日 | 23:44       | 7時間45分 |  |
| 第57次長期滞在 EVA 1* | 宇宙飛行士は、動力工具で損傷されて空気漏れをソユーズMS-09にプラグと断熱材を設置するためにステーション外に出た。宇宙飛行士たちは、2018年12月20日に宇宙船に乗り込む前にソユーズMS-09に完全な健全性があると確認した。予定されたタスクとしてはミニ・リサーチ・モジュール1の実験機器の入れ替えなどがあった。 |                |             |           |  |

*印はロシアのオーラン宇宙服を着用してピアース・ドッキング室から行われた宇宙遊泳を示す。

## ISSへの無人宇宙飛行
第57次長期滞在中に国際宇宙ステーションに訪れた補給ミッション：
| 宇宙機 - ISS飛行番号          | 国       | ミッション | 打ち上げ者       | 打ち上げ （UTC）        | 結合/係留 (UTC) †    | 結合/係留の解除 （UTC） | 期間（結合）      | 軌道離脱            |
| ----------------------------- | -------- | ---------- | ---------------- | ----------------------- | -------------------- | ----------------------- | ----------------- | ------------------- |
| プログレスMS-10 - ISS 71P     | ロシア   | 輸送       | ソユーズFG       | 2018年11月16日 18:14:08 | 2018年11月18日 19:28 | 2019年6月4日 08:40      | 197日 13時間 12分 | 2019年6月4日 08:40  |
| シグナスNG-10 - CRS NG-10E    | アメリカ | 輸送       | アンタレス230    | 2018年11月17日 09:01:31 | 2018年11月19日 12:31 | 2019年2月8日 16:16      | 81日 3時間 45分   | 2019年2月25日 09:05 |
| スペースX CRS-16 - CRS SpX-16 | アメリカ | 輸送       | Falcon 9 Block 5 | 20108年12月5日, 18:16   | 2018年12月8日 15:36  | 2019年1月13日 23:33     | 36日 7時間 57分   | 2019年1月14日       |